# کوپس
کوپس (به آلمانی: Küps) یک شهر در آلمان است که در کروناخ واقع شده‌است. کوپس ۸٬۱۷۷ نفر جمعیت دارد.